# Тангельн
Тангельн (нем. Tangeln) — община в Германии, в земле Саксония-Анхальт. 
Входит в состав района Зальцведель. Подчиняется управлению Бетцендорф-Дисдорф.  Население составляет 387 человек (на 31 декабря 2006 года). Занимает площадь 19,01 км².